# 李伯升
李伯升（？—1380年），元末明初軍事將領。
最初李伯升在张士诚部任司徒，后被朱元璋下李文忠等部擊潰后，在湖州投降朱元璋。后進入明朝，晋升為中書省平章政事監管詹事府事。后因胡惟庸案受牽連連坐而死。